# جائزة سان مارينو الكبرى 1994
جائزة سان مارينو الكبرى 1994 هو سباق فورمولا 1 أقيم بتاريخ 1 مايو 1994 في حلبة إنزو دينو فيراري، إيمولا، إميليا-رومانيا، إيطاليا. كان الثالث من أصل 16 في بطولة العالم لسباقات الفورمولا واحد موسم 1994. حلّ الألماني مايكل شوماخر أولا بينما جاء الإيطالي نيكولا لاريني في المركز الثاني وحصل على المركز الثالث الفنلندي ميكا هاكينن.